# Friedrich Ludwig Niemann
Friedrich Ludwig Niemann (* 24. Oktober 1806 in Bielefeld; † 2. März 1889 in Berlin) war ein deutscher Industrieller, der im Essener Stadtteil Horst lebte.
Er war der Sohn von Friedrich Wilhelm Fürchtegott Niemann und Veremina geb. Schlingemann, einer Tochter des Handelsherrn Friedrich Ludwig Schlingemann zu Amsterdam. 
Der Legende nach beruhte der Wohlstand der Familie auf einem Schatzfund seines Vaters in Haus Horst. Er ließ 1840 die spätere Villa Vogelsang erbauen und finanzierte 1856 Alfred Krupp durch ein mit 7,5 % p. a. verzinstes Darlehen.
| Personendaten    | Personendaten             |
| ---------------- | ------------------------- |
| NAME             | Niemann, Friedrich Ludwig |
| KURZBESCHREIBUNG | deutscher Industrieller   |
| GEBURTSDATUM     | 24. Oktober 1806          |
| GEBURTSORT       | Bielefeld                 |
| STERBEDATUM      | 2. März 1889              |
| STERBEORT        | Berlin                    |